# District historique du Southwestern Range and Sheep Breeding Laboratory
 (mai 2021).
Le district historique du Southwestern Range and Sheep Breeding Laboratory – ou Southwestern Range and Sheep Breeding Laboratory Historic District en anglais – est un district historique américain dans le comté de McKinley, au Nouveau-Mexique. Construit à compter de 1935 dans le style Pueblo Revival, il est inscrit au Registre national des lieux historiques depuis le 30 mai 2003.